# Центральная ТЭЦ (Санкт-Петербург)
Центральная ТЭЦ — предприятие энергетики Санкт-Петербурга, входящее в ПАО «ТГК-1». Объединяет в себе три старейшие электростанции России, здания которых построены в 1897-1898 годах. Установленная электрическая мощность станции ЭС-1 — 100 МВт, ЭС-2 — 23 МВт. Установленная тепловая мощность станции ЭС-1 — 624 Гкал/ч, ЭС-2 — 756 Гкал/ч. Основное топливо электростанций — природный газ. Администрация теплоэлектроцентрали расположена по адресу: Новгородская улица, дом 11.
Обеспечивает электрической и тепловой энергией промышленные предприятия, жилые и общественные здания Центрального, Невского (левый берег), Фрунзенского, Московского и Адмиралтейского районов Санкт-Петербурга. В зоне обслуживания находятся около 420 тыс. человек.

## Собственники и руководство
Предприятие является предприятием филиала «Невский» Территориальной генерирующей компании № 1
- Директор предприятия — Садовский Игорь Иосифович [1]
- Численность персонала станции — 494 человек[1]

## История
Организационное объединение центральных электрических станций было предпринято в 1921 году, когда было создано Объединение государственных электрических станций (ОГЭС). В марте 1922 года Петроградский ОГЭС был преобразован в Трест Петроградских электрических сетей «Петроток», с 1924 года — Ленинградское объединение государственных электростанций «Электроток». После национализации электростанции получили название ГЭС (Государственная Электрическая Станция): ГЭС-1, ГЭС-2 и ГЭС-3.
В объединение входила также не существующая ныне ГЭС-4 (бывшая Трамвайная) на Атаманской улице, 3/6 (в 1923—1993 годах — улица Красного Электрика). Электростанция была построена в 1906—1907 годах по проекту архитекторов А. И. Зазерского и Л. Б. Горенберга. Станция называлась «Главной электрической станцией железных (трамвайных) дорог». С 1927 года в здании размещается Центральный научно-исследовательский и проектно-конструкторский котлотурбинный институт им. И. И. Ползунова (ныне ОАО «Научно-производственное объединение по исследованию и проектированию энергетического оборудования им. И. И. Ползунова») с экспериментальной теплоэлектроцентралью.
Существующая Центральная ТЭЦ образована в 1999 году, объединив три старейшие электростанции России:
- электростанция № 1 (наб. Обводного канала, д. 76, бывшая электростанция «Общества электрического освещения 1886 года», запущена 16 ноября 1898 года)[1][2];
- электростанция № 2 (Новгородская ул., д. 9-11, бывшая электростанция «Акционерного общества „Гелиос“», запущена 27 апреля 1897 года);
- электростанция № 3 (наб. реки Фонтанки, д. 104, бывшая электростанция «Бельгийского Анонимного Общества электрического освещения», запущена 22 мая 1898 года).

### ТЭЦ-1
До пуска Центральной электрической станции (ныне ЭС-1 Центральной ТЭЦ) «Обществу электрического освещения 1886 года» принадлежало семь небольших электростанций. Здание для неё было построено в 1897—1898 годах на берегу Обводного канала, дом 76, по проекту известного петербургского архитектора Николая Петровича Басина (1845 — после 1917). Пуск в эксплуатацию состоялся 16 ноября 1898 года. На станции были установлены 4 паровых котла и 6 паровых машин фирмы «Сименс и Гальске» общей мощностью 4,2 МВт. Персонал станции составлял 100 человек. Остальные электростанции общества были закрыты.
В 1900—1910 годах электростанция была расширена по проекту Э. Р. Ульмана и Ф. И. Зауэра. Котельная пристроена в 1913—1915 годах по проекту архитектора Горелкина. К 1916 году на ЭС-1 были смонтированы ещё 2 паровые машины и установлено 9 паровых турбин общей мощностью 49 МВт. Такая мощность покрывала половину потребности города в электроэнергии.
В 1920-е годы на ЭС-1 была установлена самая крупная по тем временам турбина мощностью 30 МВт. К 1927 году общая мощность станции составила 68 МВт. В 1960-е годы была сооружена опытно-промышленная парогазовая установка, проработавшая около 10 лет. К настоящему времени эти турбины ЭС-1 демонтированы. В эксплуатации остаются 4 паровых котла ГМ-50-14 суммарной паропроизводительностью 320 т/ч и 3 водогрейных котла КВГМ-100 суммарной теплопроизводительностью 300 Гкал/ч. Недействующая отдельно стоящая дымовая труба ЭС-1 снесена 27 апреля 2014 года из-за предстоящего строительства газотурбинного энергоблока.
В 2016 году на ЭС-1 Центральной ТЭЦ введен в эксплуатацию газотурбинный энергоблок в составе двух турбин SGT-800 мощностью 50 МВт каждая, двух водогрейных котлов-утилизаторов КУВ-69,5/170 и пикового водогрейного котла КВ-ГМ-140-150.

### ТЭЦ-2
Первоначально ЭС-2 располагалась в домах 12-14 по Новгородской улице. Было установлено 7 паровых котлов и 4 паровые машины по 750 кВт. Через год были смонтированы ещё 6 котлов и 3 паровые машины. Установленная мощность станции составляла 5,25 МВт. Котлоагрегаты были рассчитаны на высококалорийный кардиффский уголь, применявшийся на флоте. В 1928-1933 годах на ЭС-2 было установлено отечественное энергетическое оборудование.
В годы блокады Ленинграда более 300 работников электростанции погибли от обстрелов, бомбежек, голода и лишений.
В 1960—2000 годах осуществлялся постепенный перевод котлов на сжигание природного газа. В 1970—1975 годах на турбинах ЭС-2 были впервые применены турбогенераторы с водяным охлаждением статора. По состоянию на 2019 год состав оборудования ЭС-2 Центральной ТЭЦ включает: паровая турбина мощностью 23МВт, пять энергетических котлов и пять пиковых водогрейных котлов.

### ТЭЦ-3
Первая паровая машина мощностью 350 кВт на электростанции «Бельгийского Анонимного Общества электрического освещения» (ныне ЭС-3) была пущена в эксплуатацию 22 мая 1898 года. К 1901 году на станции было установлено 18 паровых машин общей мощностью 5,5 МВт. В 1903 году была установлена и паровая турбина английской фирмы «Парсонс» мощностью 680 кВт.
В 1911—1914 годах были установлены 2 паровые турбины с противодавлением («Лаваль» и «АЕГ») и 6 паровых котлов «Бабкок-Вилькокс».
ЭС-3 фактически является первой ТЭЦ в Ленинграде и в России, так как от неё в 1924 году была проложена первая теплотрасса длиной около 200 м. Она заканчивалась у дома № 96 по набережной Фонтанки. Затем ЭС-3 осуществляла теплоснабжение других жилых и общественных зданий, а в 1960 году были объединены тепловые сети ЭС-1 и ЭС-3.
ЭС-3 остановлена в 2017 году, всё основное оборудование электростанции было выведено из эксплуатации и она работает в качестве насосно-подкачивающей станции.

## Перечень основного оборудования
| Агрегат                           | Тип                   | Изготовитель                                               | Количество | Ввод в эксплуатацию             | Основные характеристики | Основные характеристики | Источники   |
| Агрегат                           | Тип                   | Изготовитель                                               | Количество | Ввод в эксплуатацию             | Параметр                | Значение                | Источники   |
| --------------------------------- | --------------------- | ---------------------------------------------------------- | ---------- | ------------------------------- | ----------------------- | ----------------------- | ----------- |
| Оборудование ЭС-1 Центральной ТЭЦ |                       |                                                            |            |                                 |                         |                         |             |
| Газовая турбина                   | SGT-800               | Siemens                                                    | 2          | 2016 г.                         | Топливо                 | газ, дизельное топливо  | [ 4 ] [ 5 ] |
| Газовая турбина                   | SGT-800               | Siemens                                                    | 2          | 2016 г.                         | Установленная мощность  | 50 МВт                  | [ 4 ] [ 5 ] |
| Газовая турбина                   | SGT-800               | Siemens                                                    | 2          | 2016 г.                         | tвыхлопа                | 560—596 °C              | [ 4 ] [ 5 ] |
| Котёл-утилизатор                  | КУВ-69,5/170 (ПК-103) | ЗиО-Подольск                                               | 2          | 2016 г.                         | Производительность      | — т/ч                   | [ 4 ] [ 6 ] |
| Котёл-утилизатор                  | КУВ-69,5/170 (ПК-103) | ЗиО-Подольск                                               | 2          | 2016 г.                         | Параметры пара          | — кгс/см2, — °С         | [ 4 ] [ 6 ] |
| Котёл-утилизатор                  | КУВ-69,5/170 (ПК-103) | ЗиО-Подольск                                               | 2          | 2016 г.                         | Тепловая мощность       | 57 Гкал/ч               | [ 4 ] [ 6 ] |
| Водогрейный котел                 | КВ-ГМ-140-150         | ЗиО-Подольск                                               | 1          | 2016 г.                         | Топливо                 | газ, мазут              | [ 4 ]       |
| Водогрейный котел                 | КВ-ГМ-140-150         | ЗиО-Подольск                                               | 1          | 2016 г.                         | Тепловая мощность       | 120 Гкал/ч              | [ 4 ]       |
| Паровой котёл                     | ГМ-50                 | Белгородский котельный завод                               | 4          | 1978 г. 1980 г. 1981 г. 1982 г. | Топливо                 | газ, мазут              | [ 4 ]       |
| Паровой котёл                     | ГМ-50                 | Белгородский котельный завод                               | 4          | 1978 г. 1980 г. 1981 г. 1982 г. | Производительность      | 50 т/ч                  | [ 4 ]       |
| Паровой котёл                     | ГМ-50                 | Белгородский котельный завод                               | 4          | 1978 г. 1980 г. 1981 г. 1982 г. | Параметры пара          | 14 кгс/см2, 250 °С      | [ 4 ]       |
| Водогрейный котел                 | КВГМ-100              | Дорогобужский котельный завод                              | 3          | 1979 г. 1981 г. 2011 г.         | Топливо                 | газ, мазут              | [ 4 ]       |
| Водогрейный котел                 | КВГМ-100              | Дорогобужский котельный завод                              | 3          | 1979 г. 1981 г. 2011 г.         | Тепловая мощность       | 100 Гкал/ч              | [ 4 ]       |
| Оборудование ЭС-2 Центральной ТЭЦ |                       |                                                            |            |                                 |                         |                         |             |
| Паровой котёл                     | 4-х барабанный        | Ленинградский металлический завод                          | 2          | 1931 г. 1933 г.                 | Топливо                 | газ, мазут              | [ 4 ]       |
| Паровой котёл                     | 4-х барабанный        | Ленинградский металлический завод                          | 2          | 1931 г. 1933 г.                 | Производительность      | 120 т/ч                 | [ 4 ]       |
| Паровой котёл                     | 4-х барабанный        | Ленинградский металлический завод                          | 2          | 1931 г. 1933 г.                 | Параметры пара          | 30 кгс/см2, 400 °С      | [ 4 ]       |
| Паровой котёл                     | 3-х барабанный        | Ленинградский металлический завод                          | 1          | 1931 г.                         | Топливо                 | газ, мазут              | [ 4 ]       |
| Паровой котёл                     | 3-х барабанный        | Ленинградский металлический завод                          | 1          | 1931 г.                         | Производительность      | 125 т/ч                 | [ 4 ]       |
| Паровой котёл                     | 3-х барабанный        | Ленинградский металлический завод                          | 1          | 1931 г.                         | Параметры пара          | 30 кгс/см2, 400 °С      | [ 4 ]       |
| Паровой котёл                     | «Бенсон-Борзинг»      | —                                                          | 1          | 1949 г.                         | Топливо                 | газ, мазут              | [ 4 ]       |
| Паровой котёл                     | «Бенсон-Борзинг»      | —                                                          | 1          | 1949 г.                         | Производительность      | 135 т/ч                 | [ 4 ]       |
| Паровой котёл                     | «Бенсон-Борзинг»      | —                                                          | 1          | 1949 г.                         | Параметры пара          | 100 кгс/см2, 510 °С     | [ 4 ]       |
| Паровой котёл                     | «Бенсон-Дюрр»         | —                                                          | 1          | 1951 г.                         | Топливо                 | газ, мазут              | [ 4 ]       |
| Паровой котёл                     | «Бенсон-Дюрр»         | —                                                          | 1          | 1951 г.                         | Производительность      | 175 т/ч                 | [ 4 ]       |
| Паровой котёл                     | «Бенсон-Дюрр»         | —                                                          | 1          | 1951 г.                         | Параметры пара          | 100 кгс/см2, 510 °С     | [ 4 ]       |
| Паровая турбина                   | Т-23-90               | Ленинградский металлический завод                          | 1          | 1950 г.                         | Установленная мощность  | 23 МВт                  | [ 4 ]       |
| Паровая турбина                   | Т-23-90               | Ленинградский металлический завод                          | 1          | 1950 г.                         | Тепловая нагрузка       | 33 Гкал/ч               | [ 4 ]       |
| Водогрейный котел                 | ПТВМ-100              | Дорогобужский котельный завод Белгородский котельный завод | 4          | 1969 г. 1971 г. 1980 г. 1981 г. | Топливо                 | газ, мазут              | [ 4 ]       |
| Водогрейный котел                 | ПТВМ-100              | Дорогобужский котельный завод Белгородский котельный завод | 4          | 1969 г. 1971 г. 1980 г. 1981 г. | Тепловая мощность       | 100 Гкал/ч              | [ 4 ]       |

## Галерея

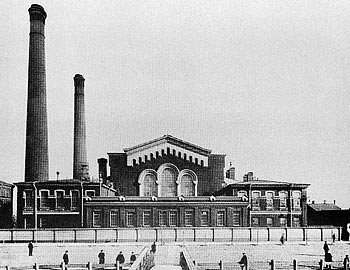
Электростанция «Общества электрического освещения 1886 года» (начало XX века)
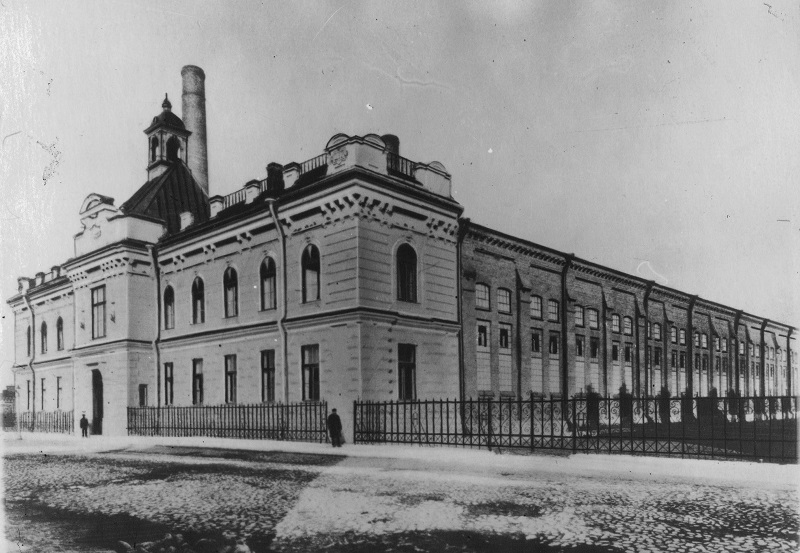
Электростанция «Акционерного общества „Гелиос“» (начало XX века)
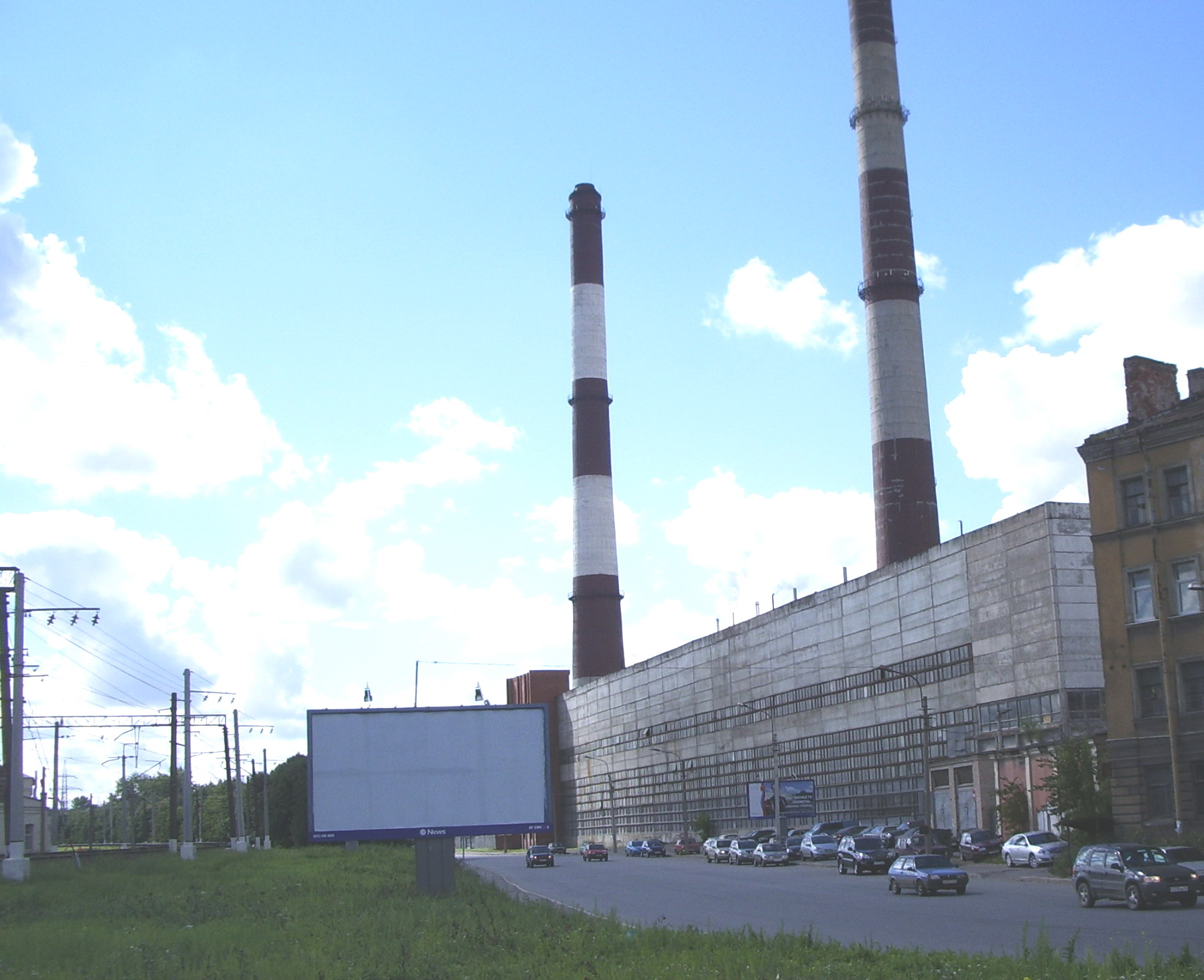
ЭС-1 Центральной ТЭЦ со стороны Рыбинской улицы
Снос недействующей дымовой трубы ЭС-1 (21 марта 2014 года)
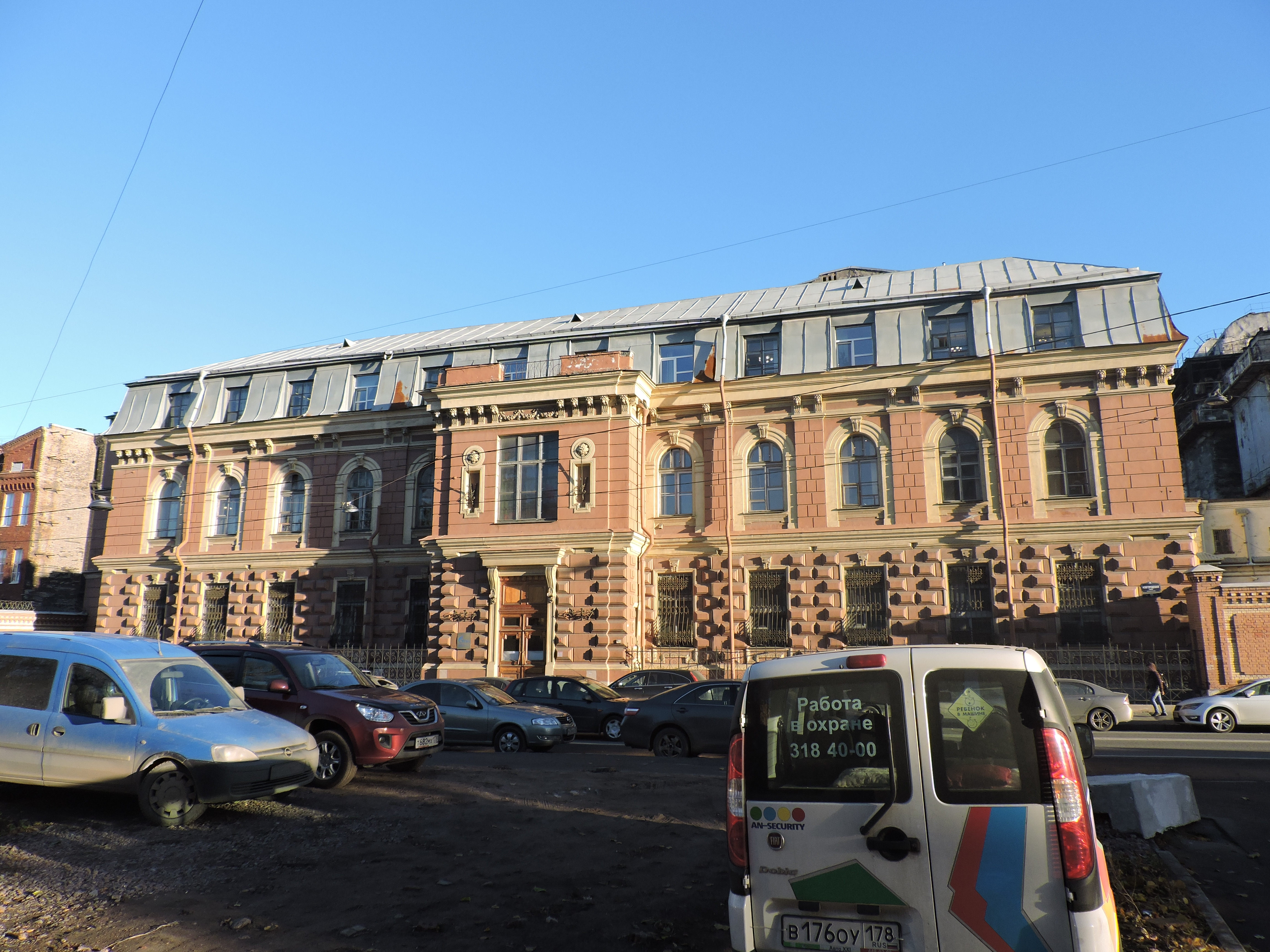
Административное здание Центральной ТЭЦ на Новгородской улице
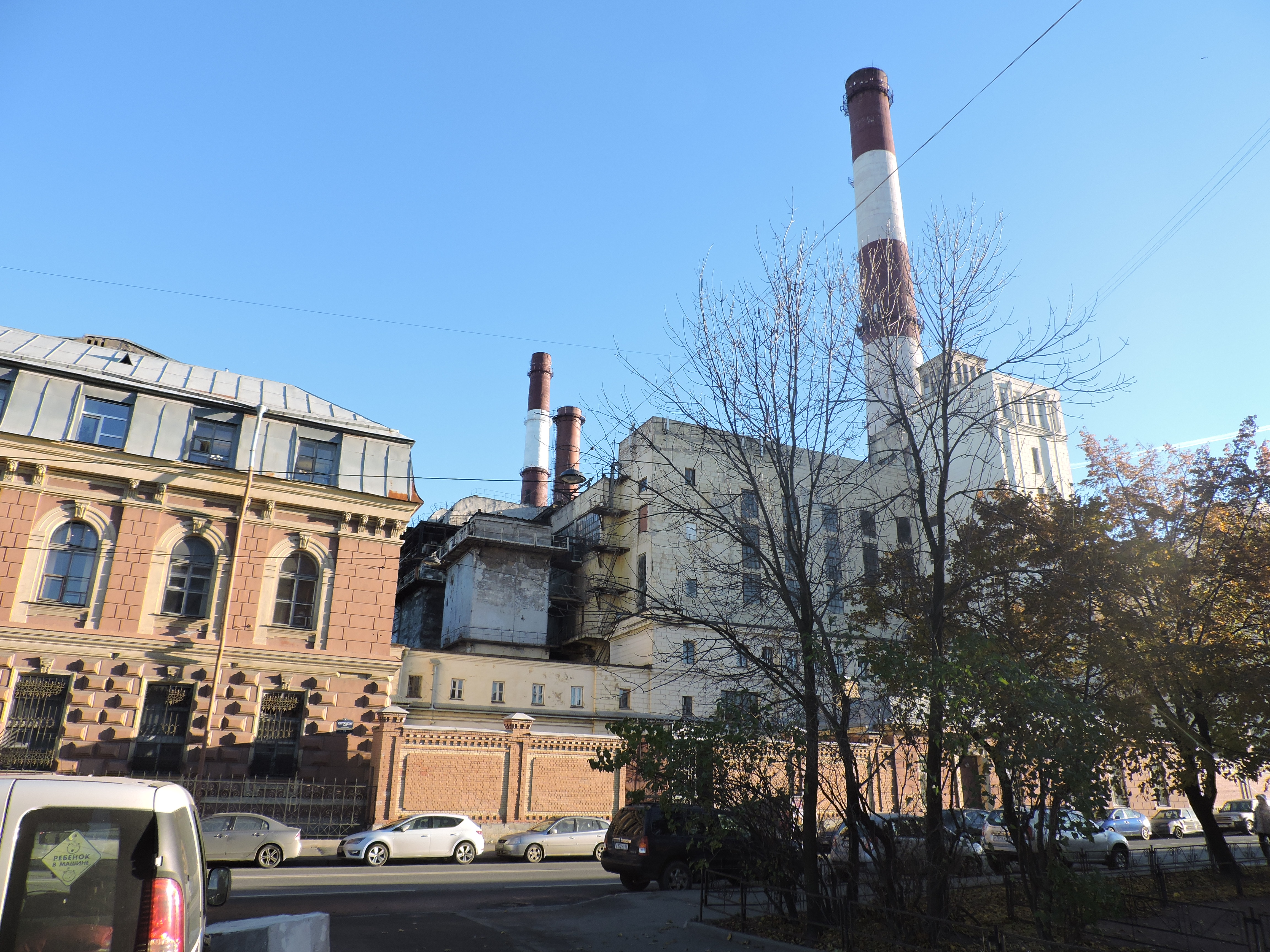
Центральная ТЭЦ-2 — самая мощная из трёх старейших питерских электростанций
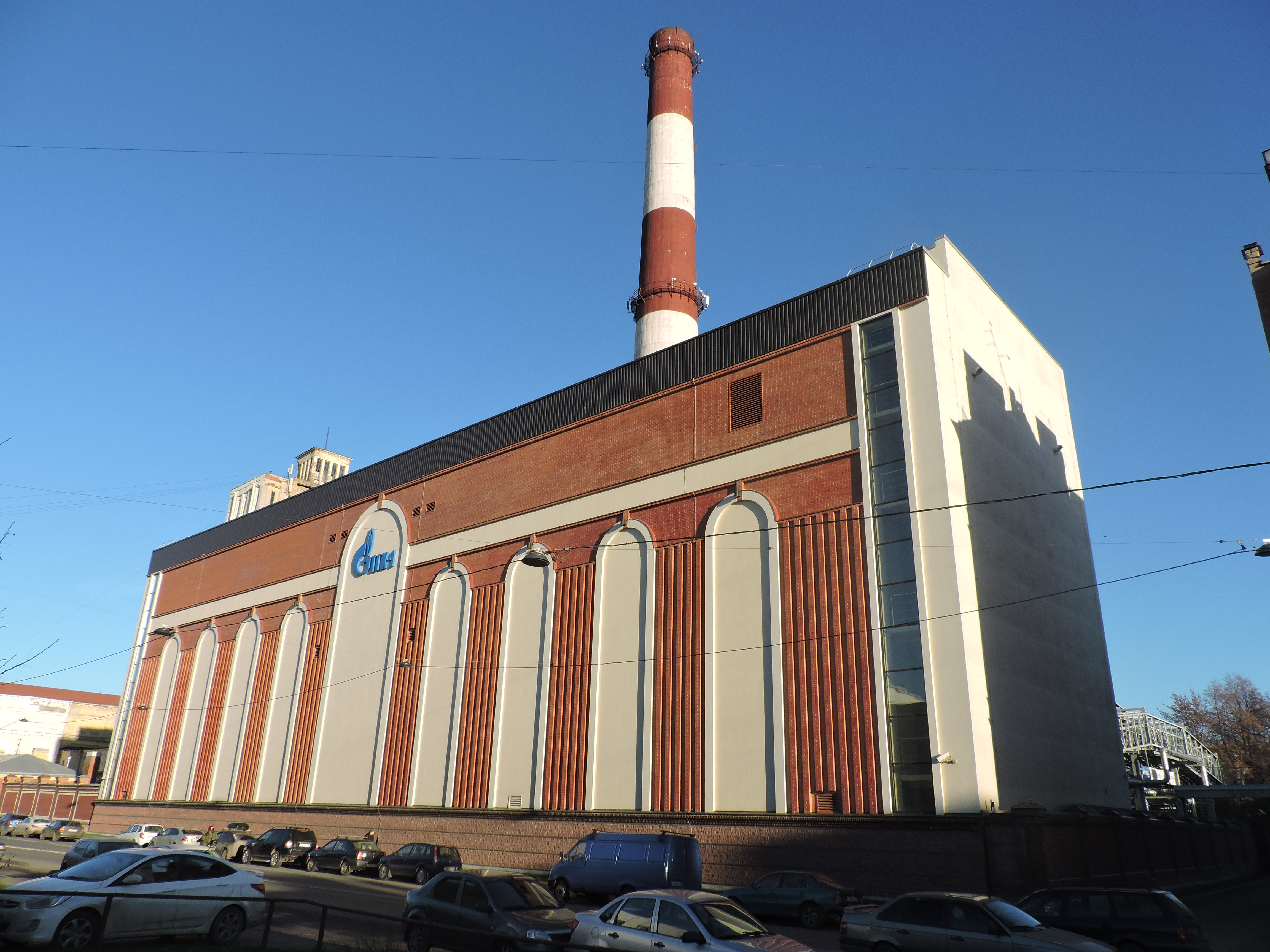
ЗРУ Центральной ТЭЦ-2. За ним видна дымовая труба
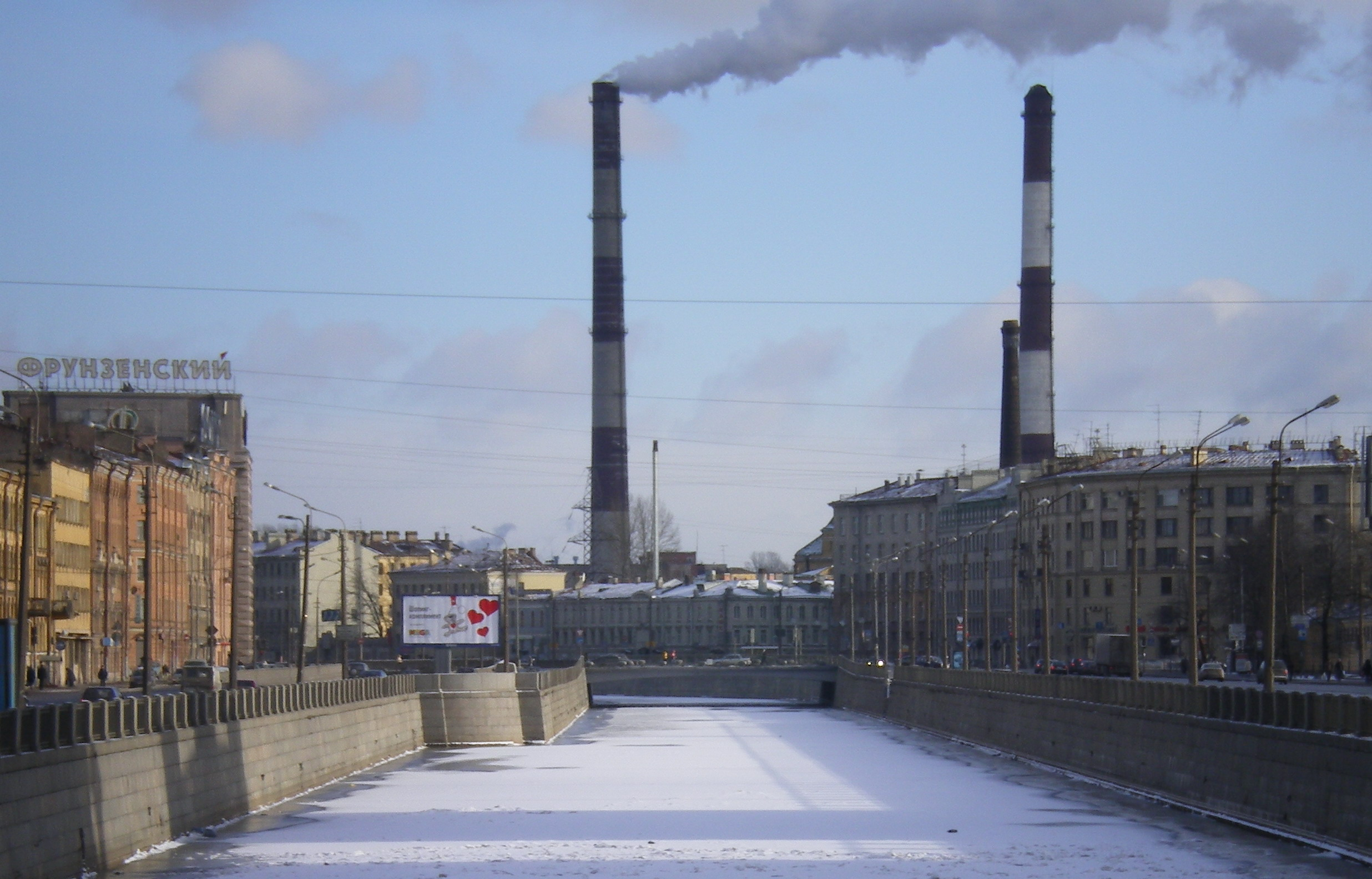
ЭС-1 Центральной ТЭЦ (бывшая электростанция «Общества электрического освещения 1886 года»)
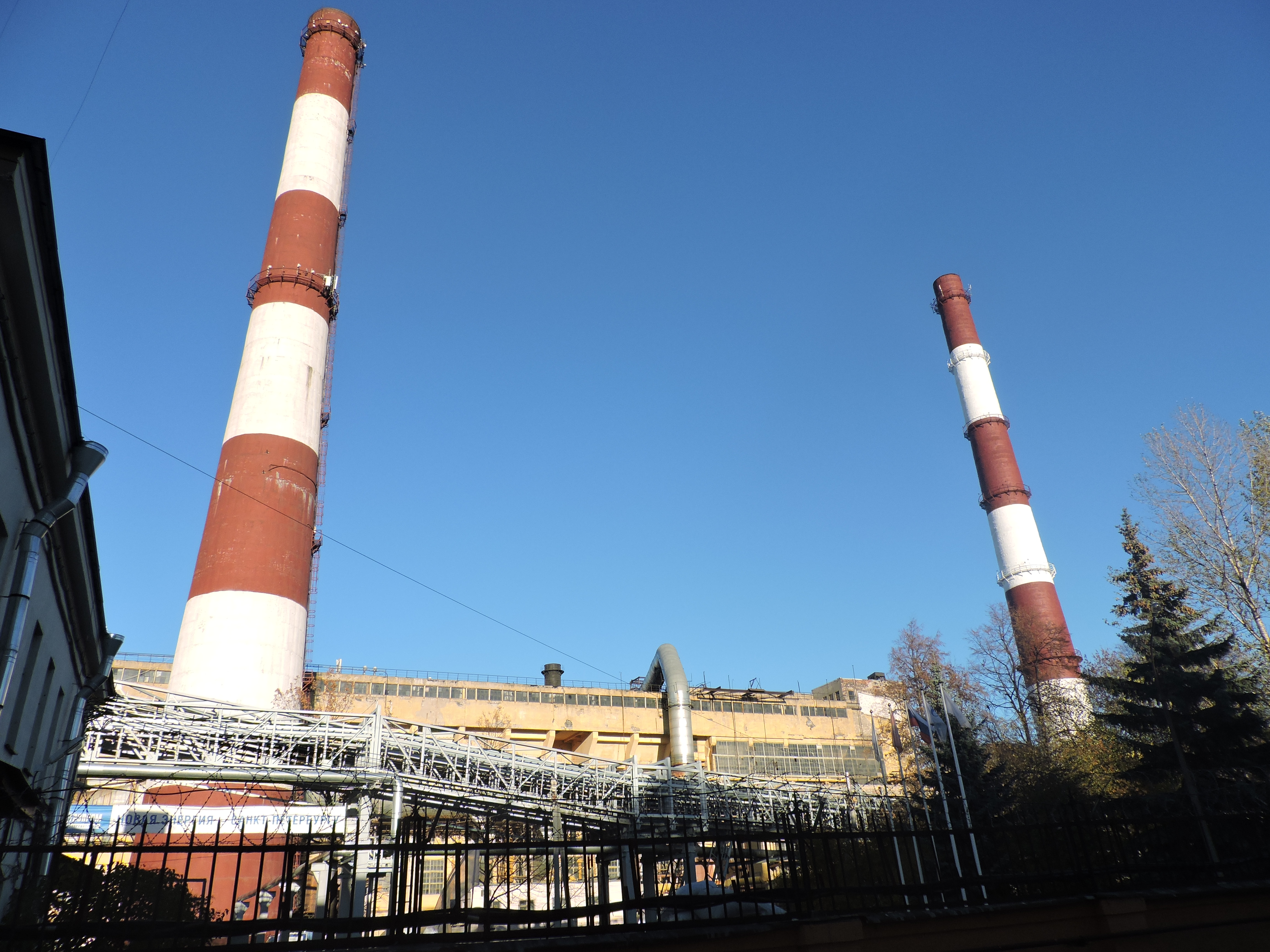
ЭС-2 Центральной ТЭЦ (бывшая электростанция «Акционерного общества „Гелиос“»)
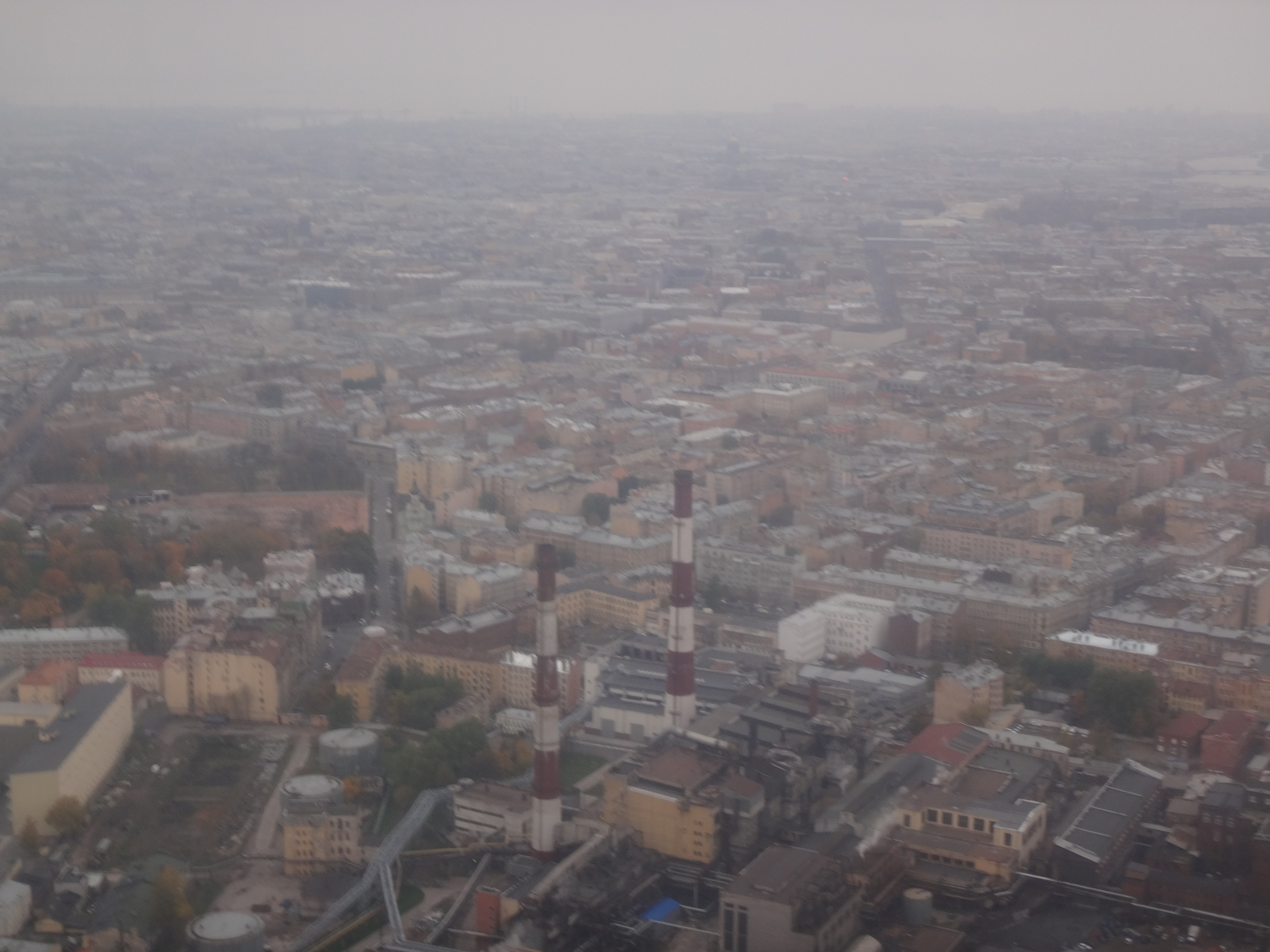
ЭС-2 Центральной ТЭЦ с борта вертолёта